# Karstädt (Brandemburgo)
Karstädt é um município da Alemanha, situado no distrito de Prignitz, no estado de Brandemburgo. Tem 252,18 km² de área, e sua população em 2019 foi estimada em 5.967 habitantes.